# You Really Got Me
"You Really Got Me" är en låt skriven av Ray Davies och inspelad av hans rockband The Kinks år 1964, utgiven som bandets tredje singel på Reprise Records med "It's Alright" som B-sida. Låten var etta i Storbritannien under två veckor i september 1964 och tillbringade 15 veckor på Billboardlistan i USA, med en sjundeplats som toppnotering. Den medtogs på listan The 500 Greatest Songs of All Time av magasinet Rolling Stone, på plats 84. I en senare version listades den på plats 80.
Låten är uppbyggd kring kvintackord, och innehåller mycket dist. Dave Davies har berättat att han var mycket arg över en händelse då hans föräldrar förvägrat honom giftermål med sin flickvän, och i ilska skurit sönder sin förstärkare, vilket ledde fram till det speciella gitarrljudet. Låtens gitarrsolo görs av Dave Davies, även om envisa rykten gjort gällande att det ska ha varit Jimmy Page som spelat solot. Page har starkt förnekat detta vid flera tillfällen, men sagt att han spelat på några andra låtar av gruppen. Gitarrljudet ska även ha inspirerat The Who när de spelade in sin debutsingel "I Can't Explain". Liveversioner av låten finns på Kinks-albumen Live at Kelvin Hall 1967 och 1980 års One for the Road.
En cover spelades in av Van Halen som deras debutsingel 1978 och kom också med på albumet Van Halen samma år.
Låten spelas i filmen Catch Me If You Can.

## Listplaceringar
| Lista (1964-1965) | Position          |
| ----------------- | ----------------- |
| Frankrike         | 16                |
| Irland            | 6                 |
| Kanada            | 4                 |
| Storbritannien    | 1                 |
| Sverige           | 11 (Kvällstoppen) |
| Sverige           | 8 (Tio i topp)    |
| USA               | 7                 |
| Vallonien         | 42                |
| Västtyskland      | 39                |